# آليسون آندرز
آليسون آندرز (بالإنجليزية: Allison Anders) (و. 1954  م) هي كاتبة سيناريو، ومخرجة أفلام أمريكية، ولدت في أشلاند.

## التعليم
تعلمت في مدرسة يو سي إل إيه للمسرح والسينما والتلفزيون ‏.

## جوائز
حصلت على جوائز منها:
- زمالة ماك آرثر.

## وصلات خارجية
- آليسون آندرز على موقع IMDb (الإنجليزية)
- آليسون آندرز على موقع ألو سيني (الفرنسية)
- آليسون آندرز على موقع أول موفي (الإنجليزية)
- آليسون آندرز على موقع قاعدة بيانات الأفلام السويدية (السويدية)
- آليسون آندرز على موقع إن إن دي بي (الإنجليزية)
- آليسون آندرز على موقع ديسكوغز (الإنجليزية)
- آليسون آندرز على موقع قاعدة بيانات الفيلم (الإنجليزية)
- آليسون آندرز على موقع كينوبويسك (الروسية)